# 安渓県
安渓県（あんけい-けん）は中華人民共和国福建省に位置する省直轄の県であり、しばらくの間、泉州市の代理管轄下に置かれている。
烏龍茶の一種「鉄観音」の発祥地および産地として有名であり茶都の別称を有す。また福建省や台湾などで盛んな清水祖師信仰の発祥の地でもある。

## 歴史
864年（咸通5年）、南安県西北部に小渓場が設置され、955年（顕徳2年）に県に昇格し清渓県が設置された。1121年（宣和3年）に安渓県に改称され現在に至る。

## 行政区画
下部に15鎮、9郷を管轄する
- 鎮
  - 鳳城鎮、蓬莱鎮、湖頭鎮、官橋鎮、剣斗鎮、城廂鎮、金谷鎮、竜門鎮、虎邱鎮、芦田鎮、感徳鎮、魁斗鎮、西坪鎮、参内鎮、長卿鎮
- 郷
  - 白瀬郷、湖上郷、尚卿郷、大坪郷、竜涓郷、藍田郷、祥華郷、桃舟郷、福田郷

## 経済
茶葉を中心とする農業が経済の主体である。

## 交通

### 鉄道
- 中国国家鉄路集団
  - 興泉線（中国語版）
    - 安渓東駅

### 道路
- 高速道路
  -  甬莞高速道路（中国語版）
  -  沙廈高速道路（中国語版）
  -  政永高速道路（中国語版）
  -  安溪支線高速道路（中国語版）
- 国道
  - G355国道（中国語版）
  - G358国道（中国語版）

## 治安
1990年代後半以降の本県では魁斗鎮・長卿鎮を中心に、振り込め詐欺を家族ぐるみで行っており、警察や社会に関心を呼び起こした。